# Hassan Bai Kamara
Hassan Bai Kamara (Freetown, 24 maart 1990) is een Sierra Leoons-Nederlands voormalig voetballer die als verdediger voor FC Emmen speelde.

## Carrière
Hassan Bai Kamara kwam als vluchteling van Sierra Leone naar Nederland, waar hij in een asielzoekerscentrum in Wageningen terecht kwam. Hierdoor kwam hij in de jeugd van WVV Wageningen terecht, van waar hij in 2004 naar sc Heerenveen vertrok. Bij Heerenveen speelde hij alleen in het tweede elftal, en werd zodoende in 2009 aan FC Emmen verhuurd. Hij debuteerde voor FC Emmen in het betaald voetbal op 7 augustus 2009, in de met 0-4 verloren thuiswedstrijd tegen RBC Roosendaal. In de winterstop keerde hij weer terug naar sc Heerenveen, waar hij in 2010 vertrok. Hierna speelde hij, na een mislukte proefperiode bij Fortuna Sittard, nog enkele jaren voor amateurclub asv Dronten.

### Statistieken
| Seizoen                      | Club           | Land           | Competitie     | Competitie | Competitie | Beker | Beker | Totaal | Totaal |
| Seizoen                      | Club           | Land           | Competitie     | Wed.       | Dlp.       | Wed.  | Dlp.  | Wed.   | Dlp.   |
| ---------------------------- | -------------- | -------------- | -------------- | ---------- | ---------- | ----- | ----- | ------ | ------ |
| 2009/10                      | → FC Emmen     | Nederland      | Eerste divisie | 7          | 0          | 0     | 0     | 7      | 0      |
| Carrièretotaal               | Carrièretotaal | Carrièretotaal | Carrièretotaal | 7          | 0          | 0     | 0     | 7      | 0      |
| Bijgewerkt op 6 januari 2018 |                |                |                |            |            |       |       |        |        |